# Мадзокки, Вирджилио
Вирджилио Мадзокки, Маццокки (итал. Virgilio Mazzocchi; 22 июня 1597, Чивита-Кастеллана, Лацио — 3 октября 1646, там же) — итальянский композитор и дирижёр, музыкальный педагог эпохи барокко.

## Биография
Представитель семьи известных итальянских композиторов. Младший брат композитора Доменико Мадзокки (1592—1665). В детстве планировалось, что Вирджилио займётся церковной карьерой. Первые уроки музыки получил у брата.
В 1624 году был назначен капельмейстером капеллы соборной церкви Иль-Джезу в Риме. В 1628—1629 годах — в Латеранской базилике. С 1629 года до своей смерти руководил Юлианской капеллой в Ватикане (в соборе святого Петра). Также Вирджилио работал капельмейстером в Папском Григорианском университете (Collegium Romanum) и в 1632—1644 годах в Папском английском колледже (Collegio Inglese).

## Творчество
Автор ряда мотетов, мадригалов, ораторий, хоров, других музыкально-театральных произведений («Сан-Бонифачо» (1638), «Защищенная невинность» (1641), «Сан-Эустакио» (1643) и др.). Писал также церковную музыку, в том числе сборники «Sacri flores» (1640) и «Psalmi vespertini» (1648), мессы и магнификаты.
Находясь на службе у кардинала Ф. Барберини, Вирджилио Мадзокки писал музыку к спектаклям, ставившимся в придворном театре кардинала. Приобрела известность одна из первых комических опер «Сокол, или Кто страждет, тот надеется» («Надейся, страждущий», текст Джулио Роспильози, 1637, спектакль возобновлён в 1639 г. с музыкальными добавлениями Марко Мараццоли).
Один из видных представителей так называемой римской оперной школы, Вирджилио Мадзокки способствовал появлению первых образцов комической оперы. Для его сочинений характерны живость ансамблевых и хоровых массовых сцен, отмеченных гармоническим и ритмическим разнообразием, тщательная отделка арий и дуэтов.
Был педагогом в созданной им в Ватикане школе пения и композиции. Среди учеников — певец-кастрат, композитор и теоретик музыки Джованни Андреа Бонтемпи.

## Избранные хоровые произведения
- Adsunt dies triumphales
- La beltà
- La Civetta
- Nigra sum
- Non in fiammi un nobil petto
- Qual rimedio hanno gli amanti
- Salve Regina